# 1 Coríntios 2
1 Coríntios 2 é o segundo capítulo da Primeira Epístola aos Coríntios, de autoria do Apóstolo Paulo, no Novo Testamento da Bíblia.

## Estrutura
A Tradução Brasileira da Bíblia organiza este capítulo da seguinte maneira:
- 1 Coríntios 2:1-5 - O caráter da sua pregação
- 1 Coríntios 2:6-16 - A verdadeira sabedoria. O ensino do Espírito Santo